# Ulla Wagener
Ulla Wagener (* 7. Oktober 1968 in Frankfurt am Main) ist eine deutsche Schauspielerin und Synchronsprecherin.

## Leben
Ulla Wagener wuchs in und in der Nähe von Frankfurt am Main auf, wo sie auch eine staatlich anerkannte Tanzausbildung absolvierte. Über diesen Bereich, der sie nach London und Wien führte, fand sie zur Schauspielerei. Sie studierte am Konservatorium der Stadt Wien von 1989 bis 1992 Schauspiel und schloss das Studium mit staatlichem Diplom ab. Ebenfalls in Wien begann sie bei A. Mellis am Theater an der Wien ihre Gesangsausbildung, welche sie 1995 am Georg-Friedrich-Händel-Konservatorium in Halle/Saale beendete.
In Halle war sie bis 1996 festes Ensemblemitglied des „Neuen Theaters“ unter der Intendanz von Peter Sodann. Seither konnte man sie auf vielen Bühnen im deutschsprachigen Raum sowie in diversen Fernsehproduktionen sehen, u. a. in Mein alter Freund Fritz, Polizeiruf 110, Die Strauß-Dynastie, Siska, Happy Birthday, Unser Charly, Der Alte, Traumfrau mit Nebenwirkungen, SOKO 5113.
Als Synchronsprecherin ist sie seit den 1990er Jahren tätig, so ist ihre Stimme aus der japanischen Anime-Serie Sailor Moon (1997–1998) als „Sailor Pluto“ bekannt. Mittlerweile synchronisierte mehrere bekannte Schauspielkolleginnen, wie beispielsweise Stockard Channing in Die Matthew Shepard Story (2002), Stana Katić in Stiletto (2008),  Christine Lakin in Caught in the Crossfire (2010) und Patricia Clarkson in Main Street (2011).  In der Fernsehserie Justified (2011) Staffel 1–6 hört man sie für Natalie Zea und in My Superhero Family (2011) für Amy Acker. Auch Kali Rocha als Karen Rooney wird in der Serie Liv & Maddie und anderen Filmen von Ulla Wagener synchronisiert. In den Serien Arrow und Flash leiht sie der US-Amerikanerin Audrey Marie Anderson ihre Stimme.
Ulla Wagener lebt mit ihrem Mann Bernhard Reininger und den gemeinsamen Kindern Nils Wagener und Liv Wagener, die beide ebenfalls als Schauspieler, Synchronsprecher und Musiker tätig sind, in München.

## Theater (Auswahl)
- 1992–1996
  - Der Geizhals
  - Mittsommernachts – Sex – Komödie
  - Tod eines Handlungsreisenden
  - Der nackte Wahnsinn
  - Campiello
  - Romulus der Große
  - Menschen bei Nacht
  - Medea
  - Zur ebenen Erde und im ersten Stock
  - Die 8 Frauen
  - Gerettet
  - In Goethes Hand
  - van Gogh
- 1996–1997: Die Mausefalle
- 1997: Kathy Acker – The Queen of Post Punk
- 1998: Furcht und Elend des Dritten Reiches
- 1998: Mirandolina
- 1999: Ödipus
- 1999–2000: Tankstelle der Verdammten
- 2002: Rosmersholm
- 2003: Arizona Dream
- 2004–2018: Feuerzangenbowle
- 2005: Hotel Mimosa
- 2005: Gingerbreadman
- 2006: Luzy
- 2007: Streng gemein
- 2007: Till Eulenspiegel
- 2008: Die 8 Frauen
- 2009: Lauf doch nicht immer weg
- 2010: Fasten Seat Belts
- 2011: Homo Faber
- 2011: Nils Holgerson
- 2012: Good morning boys and girls
- 2012: Anton
- 2013: Ein Sommernachtstraum
- 2013: Der süßeste Wahnsinn
- 2013: An der Arche um acht
- 2014: Loriot
- 2015: Homo Faber
- 2015: Auf und davon
- 2016: Ziemlich beste Freunde
- 2016: Hamlet und die Racker
- 2017: Die Feuerzangenbowle
- 2018/19: Terror
- 2018/19: Wunschkinder
- 2019/20: Der süßeste Wahnsinn
- 2021/22: Die Kehrseite der Medaille
- 2023: Flint

## Hörbücher
- „Mittsommernachtsangst“ von Sibylle Narberhaus
- „Schattenmeer von Sibylle“ Narberhaus
- „Feels like...“ – Reihe von Sarah Heine
- „Nordlichtträume am Fjord“ von Julie Larsen
- „Winterglück am Meer“ von Julie Larsen
- „Die Rückkehr nach Eldridge Hall“ von Angelika Monkberg
- „Sylt“ – Reihe von Sibylle Narberhaus
- „Einmal Cornwall und für immer“ von Kerstin Sonntag
- „Wenn das Licht gefriert“ von Roman Klementovic
- „Stauffenberg – mein Großvater war kein Attentäter“ von Sophie von Bechtolsheim
- „Coup“ von Johann Palinkas
- „Honigblütentage“ von Sofie Cramer
- „Nachtflug“ von Sophie Cramer
- „Man muss auch mal loslassen können“ von Monika Bittl
- „Mord an der Algarve“ von Carolina Conrad
- „Obwohl es dir das Herz zerreißt“ von Jenny Downham
- „Good Dreams-Wir kaufen deine Träume“ von Claudia Pietschmann
- „Die andere Hälfte der Hoffnung“ von Mechthild Bormann
- „Folter“ von Jonathan Holt
- „Wenn du jetzt bei mir wärst“ von Waltraut Lewin
- „Marter“ von Jonathan Holt
- „Eine Liebe über dem Meer“ von Jessica Brockmole
- „Die Stadt der Toten“ von Sara Gran
- „Das Ende der Welt“ von Sara Gran
- „BAFF Wissen! – Mensch, Mammut!“ von Volker Präkelt
- „Der Skorpion“ von Lisa Jackson
- „Der Zorn des Skorpions“ von Lisa Jackson
- „Stimmen in der Nacht“ von Laura Brodie
- „Junger Mann zum Mitreisen gesucht“ von Anne Herz u. a.